# Yōichirō Yoshikawa
Yōichirō Yoshikawa (jap. 吉川 洋一郎, Yoshikawa Yōichirō; * 8. Oktober 1957 in Sakaide, Präfektur Kagawa) ist ein japanischer Komponist und Filmproduzent.
Yoshikawa schloss ein naturwissenschaftliches Studium an der Universität Tsukuba ab. Während dieser Zeit wurde er spätestens 1980 ein Mitglied der international bekannten Butoh-Tanzgruppe Sankai Juku für die er seit 1982 Musik komponiert. Nach seinem Studium war er von 1985 bis 1993 Keyboarder in der Rockband Yapoos (ヤプーズ, Yapūzu). Daneben betätigte er sich auch als Solokünstler. In dieser Funktion entstand mit der Filmmusik zur in 14 Ländern ausgestrahlten Dokumentarserie Wunderbarer Planet (Chikyū Daikikō) der NHK aus dem Jahre 1987 eines seiner international bekanntesten Werke.